# Crimisus acutus
Crimisus acutus är en insektsart som beskrevs av Günther, K. 1939. Crimisus acutus ingår i släktet Crimisus och familjen torngräshoppor. Inga underarter finns listade i Catalogue of Life.